# 1952年オスロオリンピックのクロスカントリースキー競技
1952年オスロオリンピックのクロスカントリースキー競技（1952ねんオスロオリンピックのクロスカントリースキーきょうぎ）は、1952年1月27日から2月4日までノルウェーの首都オスロ郊外ホルメンコーレン周辺で行われた。

## 競技結果

### 男子

#### 18km
- 1952年2月18日
- エントリー80人：完走75人
- Sports-Reference.com (Olympics) のアーカイブ (英語)
- 1952年オスロオリンピックのクロスカントリースキー競技 - Olympedia（英語）
- オスロオリンピック公式記録(PDF):P220-P221

| 順位 | 名前                   | 国・地域     | 記録          |
| ---- | ---------------------- | ------------ | ------------- |
| 1    | ホルガイル・ブレンデン | ノルウェー   | 1時間01分34秒 |
| 2    | タピオ・マケラ         | フィンランド | 1時間02分09秒 |
| 3    | パーヴォ・ロンキラ     | フィンランド | 1時間02分20秒 |
| 4    | ヘイッキ・ハス         | フィンランド | 1時間02分24秒 |
| 5    | ニルス・カールソン     | スウェーデン | 1時間02分56秒 |
| 6    | マルティン・ストッケン | ノルウェー   | 1時間03分00秒 |
| 7    | ニルス・タップ         | スウェーデン | 1時間03分35秒 |
| 8    | タウノ・シピラ         | フィンランド | 1時間03分40秒 |
| 9    | グンナル・エストベリ   | スウェーデン | 1時間03分44秒 |
| 10   | トイヴォ・オイカリネン | フィンランド | 1時間04分47秒 |
| 22   | 山本謙一               | 日本         | 1時間08分49秒 |
| 61   | 藤沢良一               | 日本         | 1時間14分41秒 |

#### 50km
- 1952年2月20日
- エントリー36人：完走33人
- Sports-Reference.com (Olympics) のアーカイブ (英語)
- 1952年オスロオリンピックのクロスカントリースキー競技 - Olympedia（英語）
- オスロオリンピック公式記録(PDF):P219

| 順位 | 名前                           | 国・地域     | 記録          |
| ---- | ------------------------------ | ------------ | ------------- |
| 1    | ヴェイッコ・ハクリネン         | フィンランド | 3時間33分33秒 |
| 2    | エーロ・コーレマイネン         | フィンランド | 3時間38分11秒 |
| 3    | マグナル・エステンスタット     | ノルウェー   | 3時間38分28秒 |
| 4    | オーラフ・エケン               | ノルウェー   | 3時間38分45秒 |
| 5    | カレヴィ・モノネン             | フィンランド | 3時間39分21秒 |
| 6    | ニルス・カールソン             | スウェーデン | 3時間39分30秒 |
| 7    | エドヴィン・ランセン           | ノルウェー   | 3時間40分43秒 |
| 8    | ハラルト・モートマン           | ノルウェー   | 3時間43分43秒 |
| 9    | ペッカ・クヴァヤ               | フィンランド | 3時間46分31秒 |
| 10   | アンディシュ・トーンクヴィスト | スウェーデン | 3時間49分22秒 |

#### 4×10kmリレー
- 1952年2月23日
- エントリー13チーム：完走12チーム
- Sports-Reference.com (Olympics) のアーカイブ (英語)
- 1952年オスロオリンピックのクロスカントリースキー競技 - Olympedia（英語）
- オスロオリンピック公式記録(PDF):P223-P224

| 順位 | 名前                                                                                                | 国・地域         | 記録          |
| ---- | --------------------------------------------------------------------------------------------------- | ---------------- | ------------- |
| 1    | ヘイッキ・ハス パーヴォ・ロンキラ ウルポ・コルホネン タピオ・マケラ                                 | フィンランド     | 2時間20分16秒 |
| 2    | マグナル・エステンスタット ミカル・キルクホルト マルティン・ストッケン ホルガイル・ブレンデン       | ノルウェー       | 2時間23分13秒 |
| 3    | ニルス・タップ シーグルト・アンデション エーナル・ヨセフソン マルティン・ルンドストローム           | スウェーデン     | 2時間24分13秒 |
| 4    | ジェラール・ペリエ ブノワ・キャラーラ ジャン・メルメ ルネ・モルディーヨン                           | フランス         | 2時間31分11秒 |
| 5    | ハンス・エダー フリードリッヒ・クリスチャン カール・ラフライダー セップ・シュニーベルガー           | オーストリア     | 2時間34分36秒 |
| 6    | アリーゴ・デッラディオ ニーノ・アンデリーニ フェデリコ・デ・フロリアン ヴィンチェンゾ・ペルーチョン | イタリア         | 2時間35分33秒 |
| 7    | フーベルト・エッガー アルベルト・モーア ハインツ・ハウサー ルディ・コップ                           | 西ドイツ         | 2時間36分37秒 |
| 8    | ヴラジミール・シムネック ユゼフ・プロケシュ ヴィラスチミル・メリッヒ ヤロスラフ・セルダル           | チェコスロバキア | 2時間37分12秒 |
| 9    | フリッツ・コハー ヴァルター・ロッシャー アルフレッド・コーニッヒ アルフォン・シュペールサクソー     | スイス           | 2時間38分00秒 |
| 10   | モイセ・クローキュン マノーレ・アルデスク ドゥミトル・フロティロ コンスタンチン・エナーシェ         | ルーマニア       | 2時間38分23秒 |

### 女子

#### 10km
- 1952年2月23日
- エントリー20人：完走18人
- Sports-Reference.com (Olympics) のアーカイブ (英語)
- 1952年オスロオリンピックのクロスカントリースキー競技 - Olympedia（英語）
- オスロオリンピック公式記録(PDF):P222

| 順位 | 名前                               | 国・地域     | 記録     |
| ---- | ---------------------------------- | ------------ | -------- |
| 1    | リディア・ウィデマン               | フィンランド | 41分40秒 |
| 2    | ミルヤ・ヒエタミエス               | フィンランド | 42分39秒 |
| 3    | シーリ・ランタネン                 | フィンランド | 42分50秒 |
| 4    | マルタ・ノールベリ                 | スウェーデン | 42分53秒 |
| 5    | シルッカ・ポルクネン               | フィンランド | 43分07秒 |
| 6    | ラケル・ワール                     | ノルウェー   | 44分54秒 |
| 7    | マリット・オイセット               | ノルウェー   | 45分04秒 |
| 8    | マルギット・アルブレヒトソン       | スウェーデン | 45分05秒 |
| 9    | エイヴォー・アルム                 | スウェーデン | 45分20秒 |
| 10   | ジーナ・レグラント＝ジークスタット | ノルウェー   | 45分37秒 |

## 各国メダル数
| 順 | 国・地域     | 金 | 銀 | 銅 | 計 |
| -- | ------------ | -- | -- | -- | -- |
| 1  | フィンランド | 3  | 3  | 2  | 8  |
| 2  | ノルウェー   | 1  | 1  | 1  | 3  |
| 3  | スウェーデン | 0  | 0  | 1  | 1  |